# Avdat
Avdat (hebr. עבדת) psáno i  Abdah, Ovdat nebo Obodat byl obchodním centrem Nabatejců, které se nacházelo na významné obchodní trase mezi Petrou a přístavem Gaza, což byla jedna ze dvou hlavních větví Kadidlové stezky. Avdat se nachází na vyvýšenině, jejíž vrchol leží 655 m n. m. a asi 80 m nad úrovní okolí.
Roku 2005 byla Avdat zapsána na seznam světového dědictví UNESCO.

## Historie
Poprvé je Avdat zmiňována řeckým geografem Klaudiem Prolemaiem okolo roku 150, který Avdat započítal mezi prvních sedm nejvýznamnějších sídel v provincii Arabia. Významnější zpráva o Avdatě zůstala zachována v díle Stephana Alexandrina, byzantského historika ze 7. století. Město Avdat se objevuje také v mapách z 5. století. V byzantském období Avdat požívala ekonomické a vojenské podpory, jakožto hraniční město říše.
V létě roku 1902 provedl v Avdatě výzkum český vědec Alois Musil, který se soustředil zejména na zbytky města a jeskyně na západní straně pahorku. Byl rovněž prvním, který identifikoval vojenský tábor v blízkosti města a lázně na úpatí hor.
Systematické vykopávky začaly v Avdatě roku 1958 jménem Hebrejské univerzity a Správy přírody a parků. Vykopávky trvaly do roku 1961 a pokračovaly v 70. letech. Malý průzkum se konal i v roce 1989. Roku 1999 byl zahájen průzkum vojenského tábora, aby bylo zjištěno, zda sloužil byzantskému nebo římskému vojsku, avšak až do dnešního dne není jasné, do kterého období tábor zařadit.